# 大沼 (小山市)
大沼（おおぬま）は、栃木県小山市羽川にあるため池である。貯水量は11万立方メートル。2010年（平成22年）3月25日に農林水産省のため池百選に選定された。2011年には栃木県の「とちぎのふるさと田園風景百選」に選定された。

## 概要
堰堤の構築時期は明らかでないが、その形状により「イモガラ溜」と呼ばれ、周辺にあった大小の溜池とともに農業用水に利用されていた。
1919年（大正8年）1月耕地整理に伴い灌漑施設の整備とため池の再整備が起工された。その後幾多の改修工事を経て、1994年（平成6年）、県営水環境整備事業により、周辺の環境整備及びため池の施設整備が進められ、2002年（平成14年）3月に完成した。
2024年（令和6年）3月13日、地域活性化を目的に駐車場拡張工事竣工。

## 自然・地域保全活動
ハナショウブや、思川桜の散策路が湖畔にある。
冬季にはハクチョウが飛来し、カモやサギも生息する。
羽川大沼地区地域用水対策協議会が中心となり、ため池の保全活動を行っている。

## アクセス

### 道路
- 国道4号
  - 駐車場124台（うち身障者用3台）[2]

### 路線バス
- JR宇都宮線小山駅または小金井駅より
  - 小山市コミュニティバス｢おーバス｣ 羽川線利用で「桑農協前」バス停下車、徒歩5分